# DOA Code Chronos
Dead or Alive: Code Chronos kodno je ime konzolne igre koju je razvijao Tecmo i koja je otkazana 2010. godine. 
Prvobitno je 2002. bila najavljena za Xbox, ali se kasnije počelo prilagođavati igru konzoli Xbox 360.
Kreator igre Tomonobu Itagaki je 2003. izjavio da to neće biti borilačka igra, nego još jedno proširenje serijala Dead or Alive u drugi žanr.
U intervjuu za Play magazine 2006. Itagaki je izjavio da će radnja Code Chronosa prethoditi prvoj igri u serijalu Dead or Alive i da će pratiti priču likova Kasumi i Ayane prije prvog DOA turnira.